# اموری جانسون
اموری جانسون (انگلیسی: Emory Johnson؛ ۱۶ مارس ۱۸۹۴ – ۱۸ آوریل ۱۹۶۰) کارگردان و بازیگر اهل ایالات متحده آمریکا بود. وی از پدر و مادری سوئدی که به آمریکا مهاجرت کرده بودند، به‌دنیا آمد.

## گزیده فیلم‌شناسی
- به نام قانون (۱۹۲۲)

## نگارخانه

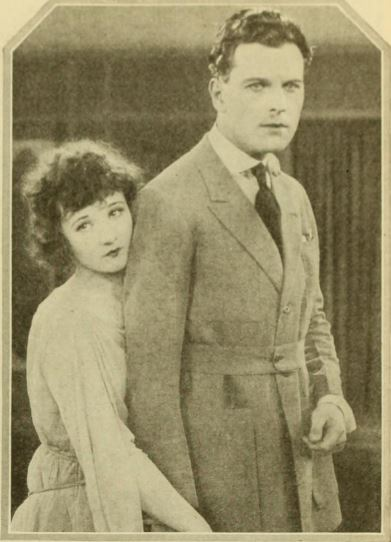
اموری جانسون در صحنه‌ای از فیلم «زندانیان عشق» (۱۹۲۱)